# Eupithecia subfuscata
Eupithecia subfuscata là một loài bướm đêm trong họ Geometridae.

## Hình ảnh

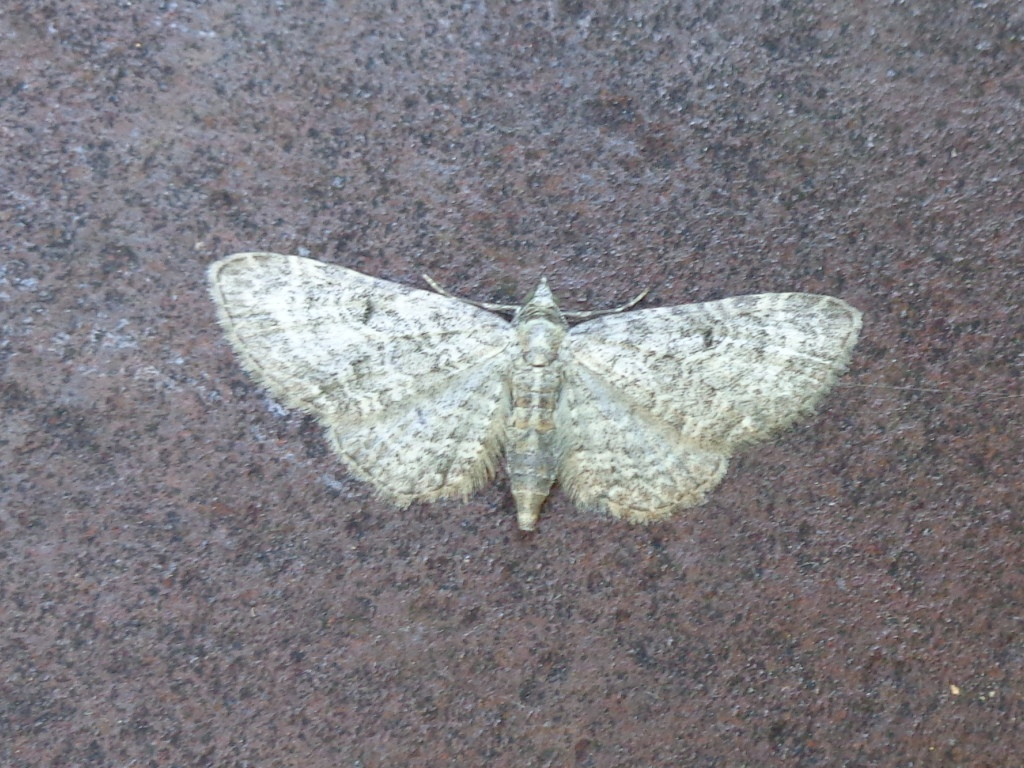
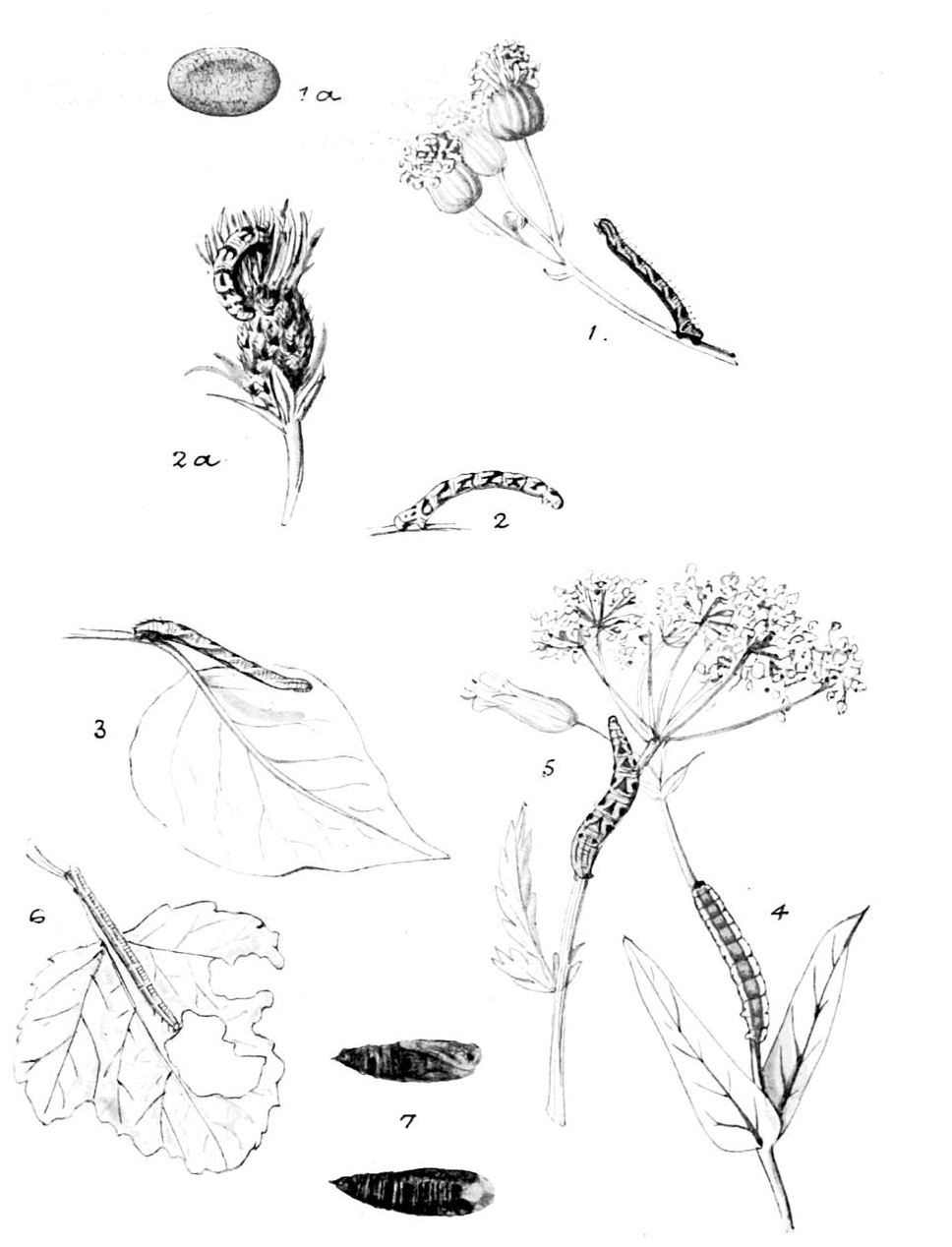
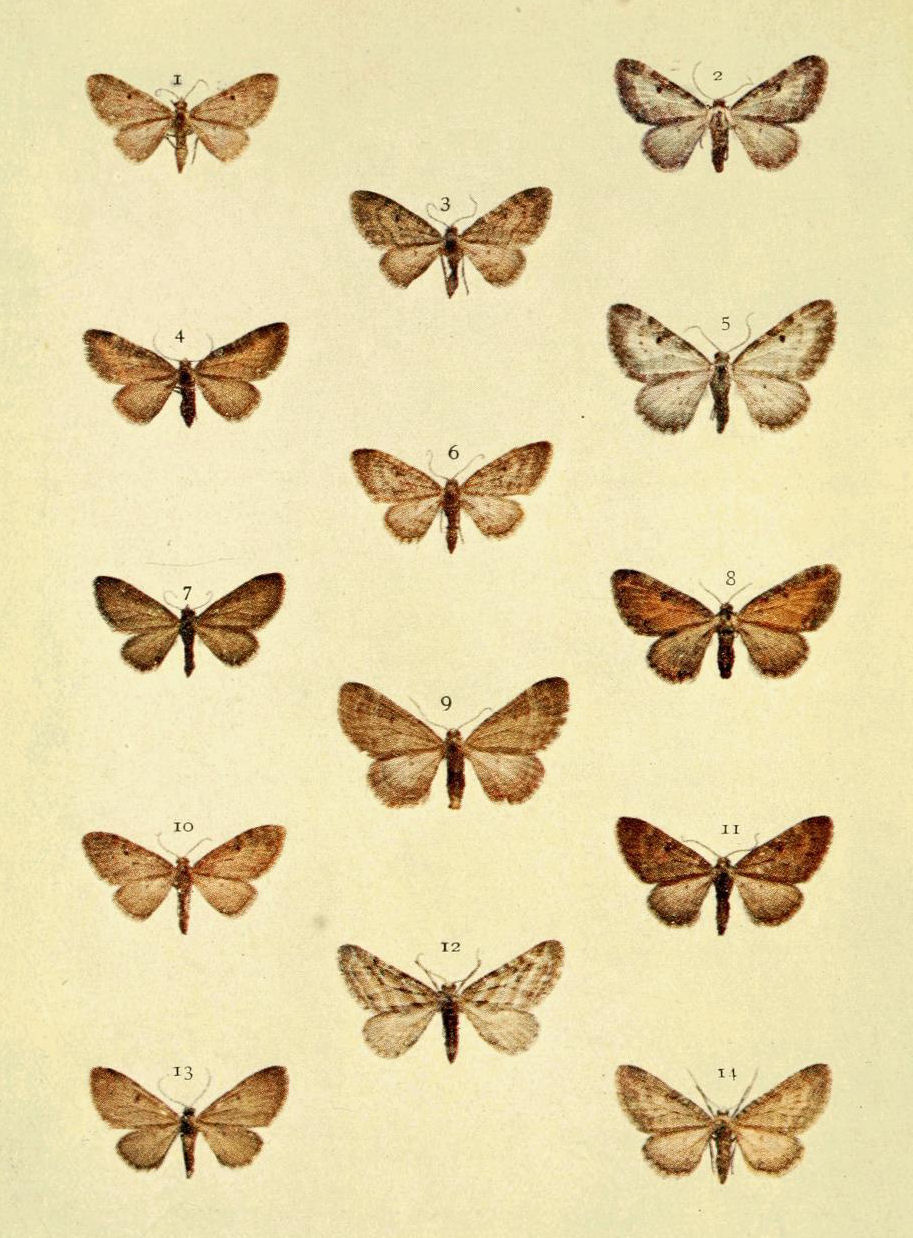